# Hans Hemlin
Hans Olof Hemlin, född 15 juli 1931 i Sköldinge i Södermanland, död 2 januari 2008 i Visby, var en svensk fotograf. Hans verk består främst av personporträtt och reportagebilder tagna mellan 1940- och 2000-talet. Han grundade fotoateljén och butiken Hemlin Foto i Visby som var verksam mellan 1950-talet och 2007.

## Biografi
Hans Hemlin föddes år 1931 som son till tegelmästaren David Hemlin och hans hustru Hilda. Han växte upp i Sköldinge och Hälleforsnäs. I tioårsåldern började han experimentera med sin bortgångne fars kamera och fick snart sina första, dock sporadiska, fotouppdrag. Efter andra världskriget, när han hade slutat folkskolan, jobbade han som lärling hos en diversehandlare och som rörgängare, men bestämde sig snart för att utbilda sig till fotograf. År 1948 fick han en anställning som lärling hos fotografen Gösta Eklöf i Flen. Två år senare började som lärling hos Lönnroths Foto i Södertälje. Redan under den tiden fotograferade han som mest människor och dokumenterade såväl verksamheter samt sociala tillställningar.
1951 gjorde Hans Hemlin sin militärtjänst på Gotland. Under den tiden träffade han sin senare maka Linnéa (1934–2012) som också blev anledningen för honom att flytta tillbaka till Gotland efter en tid i Stockholm i början av 1950-talets. De gifte sig år 1955 och kort senare fick Hans Hemlin en tjänst på Ateljé Tyrsén i Visby. Företaget såldes 1957. Hans Hemlin köpte ateljén och grundade Hemlin Foto i samma lokal på Adelsgatan. Inom bara några år hamnade företaget i ekonomiska problem och han fick stänga ateljén. Under en kort tid flyttade han verksamheten till en lokal på Södra Kyrkogatan.
Under 1960-talet började hans karriär som frilansfotograf och hans foton publicerades i alla tre tidningar på Gotland under den tiden. 1966 kunde han öppna sin ateljé igen på Hästgatan i Visby och hans foton började användas i fler sammanhang, bland annat som vykortsmotiv. 1967 flyttades ateljén till Hästgatan 5 till en större lokal där Hans och Nea Hemlin även sålde fotoprodukter och kameror. Samma år klarade han flygcertifikatet som gjorde det möjligt för honom att vara snabbare på plats vid aktuella händelser än andra fotografer på Gotland. Dessutom kunde han flyga negativen till fastlandet vid behov. Pressuppdragen blev många de följande åren. Samtidigt var både reklamfotografering och porträttuppdrag fortfarande viktiga delar av verksamheten. Från och med 1970-talet undervisade Hans Hemlin också på Gotlands folkhögskola i fotofysik och fotokemi.
År 1985 valdes Hans Hemlin in i sällskapet De Badande Wännerna. 2007 blev han månadens utställare på fotogalleriet i Almedalen. Han dog av en hjärtinfarkt den 2 januari 2008.
År 1996 tog hans barn Eva, Maria och Mats över Hemlin Foto. 2007 stängdes ateljén och butiken i centrala Visby. 2019 flyttades Hemlins bildarkiv till Riksarkivet i Visby, de tidiga negativen bevaras på Sörmlands museum.
Makarna Hemlin är gravsatta på Östra kyrkogården i Visby.